# Asrai
Asrai är vattenfeer i engelska folksagor. Det verkar inte som att de kan överleva på torra land och som att deras våta händer skadar människor. Om en Asrai nuddar solljuset eller fångas så dör den, och faller ihop i en vattenpöl.  